# Доњи ганглион живца лутаоца
Доњи ганглион живца лутаоца или нодусни ганглион (лат. ganglion inferius nervi vagi) је један од два ганглиона придодата сензитивном делу живца лутаоца. Налази се у висини попречног наставка првог вратног пршљена. Црвенкасте је боје и има цилиндрични облик дужине око 2,5 mm.
Из псеудоуниполарних ћелија ганглиона полазе нервна влакна која граде сензитивни део вагуса, а која се завршавају у сензитивним једрима продужене мождине (лат. nucleus solitarius et nucleus spinalis nervi trigeminalis).